# 波洛梅季河
波洛梅季河是俄羅斯的河流，屬於波拉河的右支流，由諾夫哥羅德州負責管轄，河道全長150公里，流域面積2,770平方公里，發源自瓦爾代高地，河水主要來自融雪，每年十一月至翌年四月結冰。